# لمور ورزشکار دم‌سرخ
 لمور ورزشکار دم‌سرخ (نام علمی: Lepilemur ruficaudatus) نام یک گونه از سرده لمورهای ورزشکار است.